# 車臣平原
車臣平原是俄羅斯的平原，位於前高加索地區東北部，由印古什共和國的車臣共和國負責管轄，長120公里、寬50公里，面積約5,000平方公里，由礫石和壤土組成，最高點海拔高度約500米。